# 조직 (사회과학)

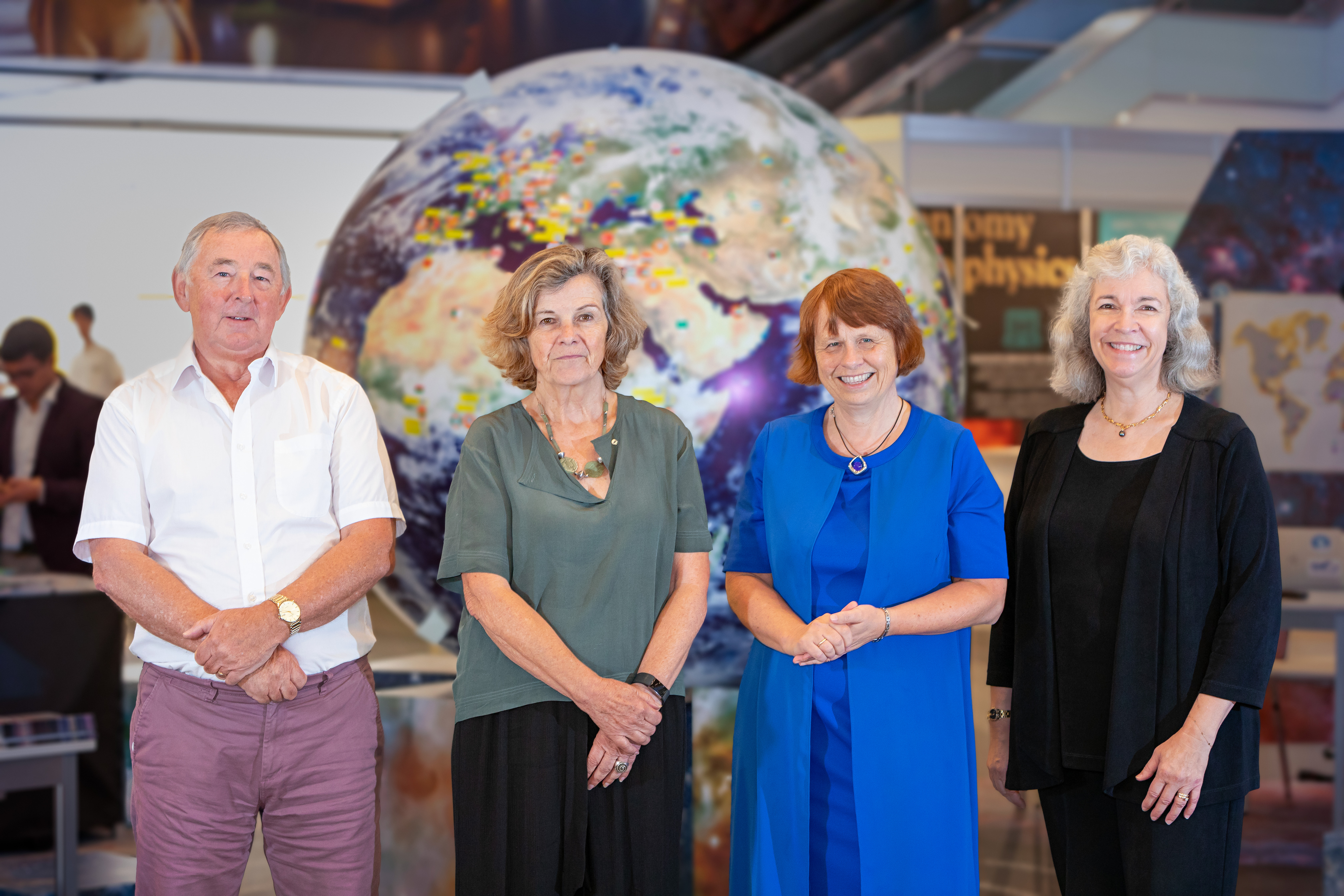

조직(組織)은 개인이 완수할 수 없는 목적을 달성하기 위한 여러 사람들의 구조를 지닌 협동 체제를 말한다.
인간 등의 집단 혹은 공동체가 일정한 목적 또는 의사를 달성하기 위해서, 지휘 관리와 역할 분담이 정해져 계속적인 결합이 유지되고 있을 때, 그 집단은 조직 혹은 단체로 불린다. 집단의 활동을 조직화하기 위해서는 어떠한 관리의 방법이 존재하지 않으면 안된다. 관리는 소수자의 강력한 리더십에 의한 경우도 있고, 집단의 합의에 의한 경우도 있지만, 구성 요소에 변동이 있어도 조직의 자율적인 활동을 유지하기 위해서는, 대표 선출이나 총회 운영 등의 조직 운영을 위한 제규범을 갖추는 것이 불가결이 된다. 현대의 대기업이나 정부는 다수의 계층으로 구성된 복잡한 조직 구조를 가지고 있다.
조직은 환경에서 자원을 획득하고, 그것을 처리하여 산출물을 생산하는 안정되고 정형화된 사회구조를 한다. 생산 기능에서 이러한 투입을 제품과 서비스로 변환시킨다.

## 특징
- 지속성과 일상선의 측면에서 보면, 비공식 집단에 비해 안정적이다.
- 내부규칙과 절차가 있는 정형화된 법률상의 객체로 법을 준수해야 한다.
- 사회요소들로 구성된 사회구조다.
- 조직에 내린 이런 정의는 강력하면서 단순하지만 현실 세계의 조직을 잘 묘사하거나 예측하는 것은 아니다.
- 조직은 시간이 지나면서 갈등을 해소하여 정교하게 균형을 잡아가는 권리, 특권, 의무, 책임의 집합이다.[1]

## 조직적 학습
조직들은 인간과 마찬가지로 다양한 조직적 학습 메커니즘을 이용해 지식을 생성하고 수집한다. 학습하는 조직들은 새로운 비즈니스 프로세스를 창출하고, 경영 의사결정 패턴의 변화를 반영하려고 행동을 조정한다. 이러한 변화 과정을 조직적 학습이라고 한다.

## 정의

### 행동적 관점의 정의
조직의 행동적 관점은 집단관계, 가치, 구조를 강조하며, 어떻게 새로운 정보시스템의 구축이나 기존 시스템의 재구축이 조직의 내부 작업에 영향을 주는지 살펴보도록 도와준다. 구조나 프로세스를 변화시키기 위해서 훈련과 교육을 지원해야 하는데 이때 많은 자원이 소요된다.

### 경영학적 정의
조직은 환경에서 자원을 획득하고, 그것을 처리하여 산출물을 생산하는 안정되고 정형화된 사회구조를 한다. 생산 기능에서 이러한 투입을 제품과 서비스로 변환시킨다.

### 기술적 정의
조직은 기업의 기술이 변화될 때 산출물을 만들기 위해 투입한 요소를 어떻게 결합해야 하는가에 집중하도록 한다.

### 미시경제학적 정의
자본과 노동(환경에서 제공되는 주요 생산요소들)은 생산 프로세스를 거치면서 제품과 서비스(환경으로 산출)로 변환된다. 제품과 서비스는 환경에서 소비되고, 환경은 다시 피드백 루프를 통해 추가적인 자본과 노동을 투입하여 공급한다.

## 같이 보기
- 공동체
- 사회 집단
- 관료제
- 협동조합
- 조직 개발